# Matthew Henry Phineas Riall Sankey
Matthew Henry Phineas Riall Sankey (9 novembre 1853 - 3 octobre 1926) est un ingénieur irlandais et capitaine dans le corps des Ingénieurs royaux, connu comme le créateur du diagramme de Sankey dédié aux flux d'énergie, de matière ou d'argent, et reprenant une représentation visuelle antérieure de Charles Joseph Minard que ce Français avait utilisée dans nombre de ses cartes quantitatives.  

## Biographie

### Vie
Sankey naît le 9 novembre 1853 à Tipperary d'une famille de militaire. Son père, William Sankey était un lieutenant colonel de l'armée britannique.  
Il effectue ses études en Suisse et dans l'école de Mr. Rippin à Woolwich. Il sort en tête de liste de cette école, et décide de s'orienter dans l'armée. Il étudie à l'école d'ingénierie militaire de Chatman où il montre une appétence particulière pour les mathématiques. 

### Travaux
Il donne son nom au diagramme de Sankey car il a été le premier a l'utilisé dans une publication.
On lui doit aussi au moins 4 brevets sur différentes parties de moteur à vapeur et de turbine,,. 